# Tuvfingerört
Tuvfingerört (Potentilla pulchella) är en rosväxtart. Tuvfingerört ingår i Fingerörtssläktet som ingår i familjen rosväxter.

## Underarter
Arten delas in i följande underarter:
- P. p. gracilicaulis
- P. p. pulchella